# Accarezzévole
Accarezzévole (del italiano Accarezzévole, servil) es un término musical que se anota en partituras musicales para indicar que una pieza sea interpretada de manera acariciante y expresiva. Aleksandr Skriabin fue uno de los pocos compositores en usar este término en su música.